# San José de Mulatos
San José de Mulatos es un centro poblado del departamento de Antioquia, bajo jurisdicción del distrito de Turbo. ubicado a orillas del río Mulatos en la subregión del Urabá. Se encuentra a una distancia de 87 km de la Cabecera municipal. Su mayor atractivo es el Volcán de lodo Los Aburridos.

## División Territorial
Además, del centro poblado San José de Mulatos. 
tiene bajo su área de influencia las veredas:
Puyita, Aguas Prietas, La Coraza, La Pitica, Los Moncholos, Paraíso Tulapa, El Olleto, Brunito Arriba, Puya Abajo, Brunito Abajo, Tuntun Arriba, Puya Arriba, El Volcán, La Islita, Semana Santa, Tuntun Abajo, Mantagorda, Puya Medio, El Indio, Brunito Medio, El Algodón, Cielo Azul, Mata de Plátano Arriba, Santa Fé de la Islita.

## Geografía
San José de Mulatos está localizado con el valle del río Mulatos, sus habitantes se ven amenazados por el río, en ocasiones cuando las lluvias son continuas y abundantes en esta zona del golfo de Urabá.

## Historia
El señor Francisco Luis Guerra, en el año 1955 llega procedente de Tierralta (Córdoba) en busca de fortuna, se halló con tierra baldía que a nadie importaba y logró tumbar y quemar una gran extensión en donde hizo cultivos de yuca, arroz, maíz y otros productos.
En los años 1972, 1992 y 2003, erupcionó el volcán de lodo Los Aburridos, ocasionando daños, afectaciones al sector agrícola y la destrucción en las vías que lo comunica a Necoclí y Turbo.

## Economía
Este centro poblado se basaba económicamente en la producción de plátano, gracias a la rivera del río Mulatos que es muy fértil, el plátano era exportado a los EE.UU y a la Unión Europea a través de las compañías BANACOL, UNIBAN, SUNISA.